# Chi Scorpii
Chi Scorpii (χ Scorpii, förkortat Chi Sco, χ Sco), som är stjärnans Bayerbeteckning, är en stjärna belägen i norra delen av stjärnbilden Skorpionen. Den har en skenbar magnitud på 5,22  och är svagt synlig för blotta ögat. Baserat på parallaxmätningar befinner den sig på ett avstånd av 380 ljusår (ca 116 parsek) från solen. 

## Egenskaper
Chi Scorpii är en orange jättestjärna av typ K med spektralklass K3 III. Beräkningar anger att det är 57% sannolikhet att det är en utvecklad stjärnan ligger på huvudseriens horisontella gren och 43% sannolikhet att den fortfarande ligger på den röda jättegrenen. Om det är det tidigare som gäller, beräknas stjärnan ha en massa som är 1,09 gånger solens massa och en radie som är nästan 27 gånger solens radie. Dess utstrålning av energi är 191 gånger större än solens ljusstyrka. Den är cirka 8 miljarder år gammal.